# Museu e Monumento dos Vinte e Seis Mártires
O Museu e Monumento dos Vinte e Seis Mártires (日本二十六聖人記念館, Nihon nijūroku seijin kinenkan) é um museu de arte religiosa, situado na colina Nishizaka, na cidade de Nagasáqui, na província homónima do Japão.

## História
O museu foi projetado pelo arquiteto japonês Kenji Imai, que se inspirou nas obras arquitetónicas de Antoni Gaudí como o Templo Expiatório da Sagrada Família e foi inaugurado a 10 de junho de 1962 para comemorar o centenário da canonização dos vinte e seis mártires do Japão pela Igreja Católica, um grupo de cristãos que foram crucificados neste local a 5 de fevereiro de 1597, por ordem do daimyo Toyotomi   Hideyoshi no período Sengoku, durante a perseguição ao cristianismo promovida pelo xogunato de Tokugawa, na época em que este dominou o Japão. Os mártires eram compostos por vinte japoneses, cinco espanhóis (incluindo um de origem mexicana) e um português de origem indiana, todos jesuítas, franciscanos e leigos, que foram presos em Kyoto e Osaka e obrigados a marchar sobre a neve até Nagasáqui, para que as suas execuções pudessem servir de exemplo a grande população cristã do local. Os mártires foram atados a vinte e seis cruzes com correntes e cordas e lanceados até a morte, em frente a uma multidão na colina Nishizaka. São Paulo Miki pregou para a multidão na sua cruz.
O missionário português Luís Fróis descreveu o martírio dos cristãos ordenado por Toyotomi Hideyoshi no seu último livro Relacion del martirio de los 26 cristianos crucificados em Nagasaki el Febrero de 1597. Este foi escrito sob a tremenda impressão do cruel acontecimento, terminado cinco semanas após as execuções, e quatro meses da morte do autor.

O principal tema inerente ao museu e ao monumento é "O Caminho até Nagasáqui", que simboliza não apenas o trajeto físico, mas também o espírito cristão dos mártires. A coleção do museu inclui os importantes artigos históricos do Japão e da Europa (como as cartas originais do missionário jesuíta e santo católico Francisco Xavier), bem como as obras artísticas modernas sobre o período cristão no Japão. As exposições são organizadas cronologicamente em três períodos: a propagação cristã, os martírios e a persistência da cristandade clandestina durante a perseguição.
O monumento principal com uma estrutura de bronze extensa a representar os vinte e seis mártires, foi projetado pelo escultor japonês Yasutake Funakoshi, que levou quatro anos para completar a obra.
As exposições incluem os exemplos do fumi-e (imagens para pisar). Entre 1629 e 1857, os residentes de Nagasáqui foram forçados a participar num ritual de pisar nas imagens de Jesus e Maria para provar que não eram cristãos, do contrário eram torturados ou lançados sob o vulcão do Monte Unzen. Também há estátuas da Virgem Maria com os aspetos das deidades budistas como Miroku e Kwannon, bodhisattvas a quem os cristãos escondidos (隠れキリシタン, Kakure Kirishitan) rezavam.
O altar dos mártires foi construído como um monumento às pessoas que morreram ali. A imagem da flor de ameixoeira no centro do altar foi escolhida porque as ameixeiras florescem em fevereiro, o mês do martírio dos vinte e seis santos, que comemora-se a 6 de fevereiro.
Em 1962, Kenji Imai recebeu o Prémio do Instituto de Arquitetura do Japão pela elaboração do Museu e Monumento dos Vinte e Seis Mártires. O museu foi visitado pelo papa João Paulo II em 1982. Em 2003, o museu foi registado na Fundação DOCOMOMO (Documentação e Conservação dos Edifícios, Sítios e Espaços Públicos do Movimento Moderno) do Japão.